# Metro Almaty
| \| \| -8,8 \| Almaty-1 (Planung zurückgestellt) \| Almaty-1 (Planung zurückgestellt) \| \| \| \| \| \| \| \| \| \| \| \| \| \| \| \| \| \| \| \| \| \| \| \| \| \| \| \| -0,7 \| Betriebswerk und Depot Rajymbek batyr \| Betriebswerk und Depot Rajymbek batyr \| \| \| \| \| \| \| \| \| \| \| \| \| 0,0 \| Rajymbek batyr \| Rajymbek batyr \| \| \| 1,2 \| Schibek Scholy \| Schibek Scholy \| \| \| 2,2 \| Almaly \| Almaly \| \| \| 3,2 \| Abai \| Abai \| \| \| 4,8 \| Baiqongyr \| Baiqongyr \| \| \| 5,9 \| Äuesow-Theater \| Äuesow-Theater \| \| \| 7,6 \| Alatau \| Alatau \| \| \| 9,0 \| Sairan \| 2015– \| \| \| 10,3 \| Mäskeu \| 2015– \| \| \| 11,5 \| Saryarqa \| 2022– \| \| \| 13,4 \| Bauyrjan Momyschuly \| 2022– \| \| \| \| \| \| \| \| 15,5 \| Qalqaman (im Bau) \| 2026– \| \| \| 18,9 \| Batys awtowoksaly / Karasai (geplant) \| Batys awtowoksaly / Karasai (geplant) \| |      |                                       |                                       |
| U-Bahn-Kopfbahnhof Anfang Hochstrecke (Strecke außer Betrieb) | -8,8 | Almaty-1 (Planung zurückgestellt)     | Almaty-1 (Planung zurückgestellt)     |
| U-Bahn-Haltepunkt / Haltestelle (Strecke außer Betrieb) |      |                                       |                                       |
| U-Bahn-Haltepunkt / Haltestelle (Strecke außer Betrieb) |      |                                       |                                       |
| U-Bahn-Haltepunkt / Haltestelle (Strecke außer Betrieb) |      |                                       |                                       |
| U-Bahn-Haltepunkt / Haltestelle (Strecke außer Betrieb) |      |                                       |                                       |
| U-Bahn-Haltepunkt / Haltestelle (Strecke außer Betrieb) |      |                                       |                                       |
| U-Bahn-Betriebs-/Güterbahnhof Streckenanfang · U-Bahn-Strecke (außer Betrieb) | -0,7 | Betriebswerk und Depot Rajymbek batyr | Betriebswerk und Depot Rajymbek batyr |
| U-Bahn-Tunnelanfang · U-Bahn-Tunnelanfang |      |                                       |                                       |
| U-Bahn-Abzweig geradeaus und ehemals von links (im Tunnel) · U-Bahn-Strecke nach rechts (außer Betrieb) (im Tunnel) |      |                                       |                                       |
| U-Bahn-Bahnhof (im Tunnel) | 0,0  | Rajymbek batyr                        | Rajymbek batyr                        |
| U-Bahn-Haltepunkt / Haltestelle (im Tunnel) | 1,2  | Schibek Scholy                        | Schibek Scholy                        |
| U-Bahn-Haltepunkt / Haltestelle (im Tunnel) | 2,2  | Almaly                                | Almaly                                |
| U-Bahn-Haltepunkt / Haltestelle (im Tunnel) | 3,2  | Abai                                  | Abai                                  |
| U-Bahn-Haltepunkt / Haltestelle (im Tunnel) | 4,8  | Baiqongyr                             | Baiqongyr                             |
| U-Bahn-Haltepunkt / Haltestelle (im Tunnel) | 5,9  | Äuesow-Theater                        | Äuesow-Theater                        |
| U-Bahn-Haltepunkt / Haltestelle (im Tunnel) | 7,6  | Alatau                                | Alatau                                |
| U-Bahn-Haltepunkt / Haltestelle (im Tunnel) | 9,0  | Sairan                                | 2015–                                 |
| U-Bahn-Haltepunkt / Haltestelle (im Tunnel) | 10,3 | Mäskeu                                | 2015–                                 |
| U-Bahn-Haltepunkt / Haltestelle (im Tunnel) | 11,5 | Saryarqa                              | 2022–                                 |
| U-Bahn-Haltepunkt / Haltestelle (im Tunnel) | 13,4 | Bauyrjan Momyschuly                   | 2022–                                 |
| |      |                                       |                                       |
| U-Bahn-Haltepunkt / Haltestelle (Strecke außer Betrieb) (im Tunnel) | 15,5 | Qalqaman (im Bau)                     | 2026–                                 |
| U-Bahn-Kopfbahnhof Streckenende (Strecke außer Betrieb) (im Tunnel) | 18,9 | Batys awtowoksaly / Karasai (geplant) | Batys awtowoksaly / Karasai (geplant) |

Die Metro Almaty (kasachisch Алматы метросы/Almaty metrosy, russisch Алматинский метрополитен/Almatinski metropoliten) ist die U-Bahn der kasachischen Stadt Almaty. Sie war viele Jahre geplant und seit 1988 in Bau, ehe das erste Teilstück am 1. Dezember 2011 eröffnet wurde. Es ist (Stand 2019) das einzige U-Bahn-System in Kasachstan und nach der Metro Taschkent in Usbekistan das zweite in Zentralasien.

## Geschichte
Im September 1988 erfolgte der erste Spatenstich für die künftige Metro in der damals Alma-Ata genannten Hauptstadt der Kasachischen SSR der Sowjetunion. Doch kurz nachdem die Bauarbeiten begonnen hatten, erklärte Kasachstan seine Unabhängigkeit von der UdSSR und wurde 1991 infolgedessen ein souveräner Staat. Nach dem schleppenden Beginn der Arbeiten Ende der 1980er Jahre waren es dennoch die Jahre 1992 und 1993, in denen der Metrobau die beste Finanzierung genoss und am schnellsten vorankam. Danach aber verlangsamte sich der Bau der Metro immer weiter, bis er Ende der 1990er Jahre quasi zum Erliegen kam. Ein weiteres Problem war 1997 auf die Finanzierung der Metro zugekommen, als die kasachische Regierung ihre Hauptstadt nach Aqmola, seit 1998 Astana genannt, verlegte. Dort wurde aus einer relativ kleinen Stadt binnen weniger Jahre die Hauptstadt des Landes, und den dortigen Großprojekten wurde Vorrang vor Investitionen in der alten Hauptstadt Almaty eingeräumt. Dennoch nahm man von dem Vorhaben nicht Abstand.

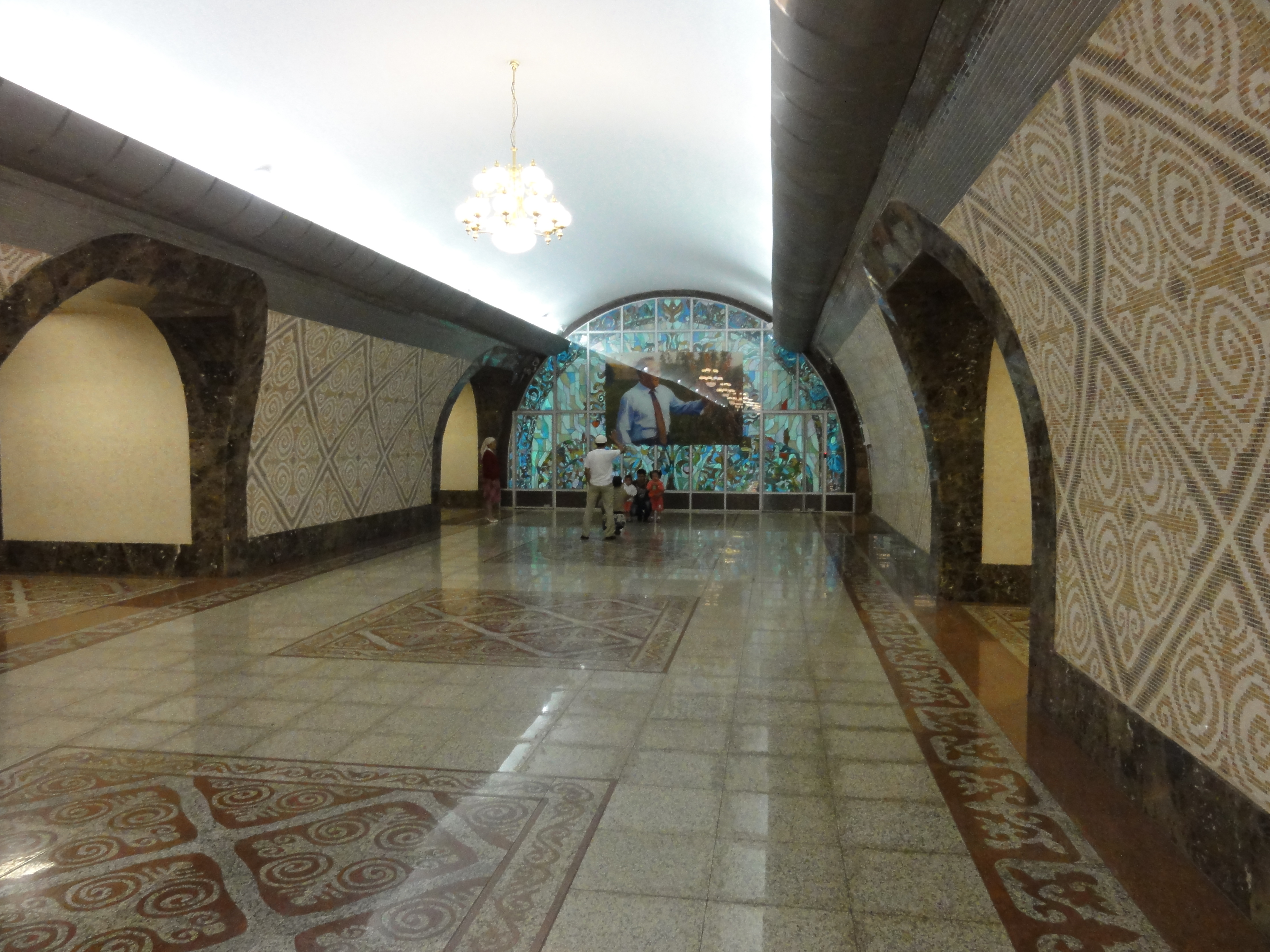
Station Almaly

Nachdem Kasachstans Wirtschaft nicht zuletzt aufgrund der reichen Rohstoffvorkommen einen deutlichen Aufschwung verzeichnete, kehrte neues Leben in das Projekt ein. Zwischenzeitlich hatte man den Metrobau an mehrfach wechselnde ausländische Investoren und Bauunternehmen vergeben wollen, woraus das Projekt Almaty-Metro-Monorail entstand. Es sah vor, das in Bau befindliche erste U-Bahn-Teilstück nach alten Plänen zu vollenden, aber die kommenden Streckenerweiterungen als oberirdische bzw. aufgeständerte Einschienenbahn zu verwirklichen und nicht, wie schließlich verwirklicht, als traditionelle unterirdische Metro nach sowjetischen Standards.
Am 1. Dezember 2011, mehr als 23 Jahre nach dem ersten Spatenstich, wurde die U-Bahn mit zunächst sieben Stationen und sieben Zügen eröffnet. Die damals 8,3 km lange Trasse (Betriebslänge 7,6 km) knickt zwischen einem nördlichen und westlichen Schenkel rechtwinklig ab. Eine Verlängerung nach Westen geschah in bisher zwei Teilabschnitten: Ein 2,74 km langes Teilstück mit den Stationen Sairan und Mäskeu wurde am 18. April 2015 eröffnet, im Mai 2022 das zweite Stück mit den Stationen Saryarqa und Dostyk. Auf der nun 13,4 km langen Strecke verkehren inzwischen 15 Züge.
Planungen für den weiteren Ausbau der Linie sind bereits im Gange. Im Bau ist derzeit eine 2,5 Kilometer lange westliche Verlängerung um eine Station Qalqaman, deren Eröffnung für 2026 erwartet wird. Anschließend soll eine Erweiterung dieser Linie um weitere 2,8 Kilometer und eine Station Batys awtowoksaly (deutsch: Westlicher Busbahnhof) im Stadtbezirk Nauryzbai erfolgen. An der zukünftigen Endstation der Linie soll dabei ein Verkehrsknotenpunkt mit einem Busbahnhof nördlich des Rajymbek-Prospekts auf Höhe der Bäiken-Äschimow-Straße entstehen.
Eine geplante oberirdische Verlängerung nach Norden um 8,8 Kilometer und sechs Stationen bis Almaty-1 wird aktuell nicht weiter verfolgt. Es war geplant, die Bauarbeiten zwischen 2026 und 2028 zu starten und die Strecke nach 2035 in Betrieb zu nehmen.

## Bauweise
Die Strecke ist überwiegend in großer Tieflage ausgeführt und mit Drei-Röhren-Stationen ausgestattet. Ähnlich wie die Metro Taschkent liegt sie in einem Gebiet mit hoher seismischer Aktivität. Daher werden Tunnel und Stationen in erdbebensicheren Konstruktionen ausgeführt, wie sie bereits in Taschkent erprobt wurden. Der Vortrieb der Tunnel erfolgt im Schildvortrieb mit Gusseisen- und Stahlbeton-Tübbingen, wie sie auch in anderen sowjetischen Metros Verwendung fanden und finden. Die Endstation Rajymbek batyr wurde als einfach überwölbter Bahnhof in geringerer Tiefe errichtet, die Station Alatau viergleisig als Vorleistung für eine geplante zweite Linie.